# 瑤族舞曲 (民族管弦樂曲)
《瑤族舞曲》是彭修文於1962年將劉鐵山和茅沅創作的同名管弦樂曲改編的民族管弦樂曲。突出了民族樂器的音色與性能，善用同組樂器的不同音色組合。

## 結構
全曲可分為引子和三段：
- 引子
行板，以中阮、大阮、大胡（或大提琴）、低胡（或低音大提琴）撥奏出舞蹈性節奏。
- 第1段
行板，由高胡奏出悠靜委婉的主題，然後管子、笙和低音喉管吹奏主旋律，情緒逐漸高漲。不太快的快板根據主題衍變的粗獷熱烈的旋律。
- 第2段
中板，笛子和笙奏出悠揚的旋律。
- 第3段
行板─熱烈的快板，再現部，濃縮第1段的內容，氣氛越來越熱烈，感情越來越奔放。

## 評價
周文中評價彭修文具有豐富的想像力，指其改編工作差不多是重新創作，是一首按照「西方化」的表現手法，由中國民族樂曲改編成的現代樂曲。它表明在接受了西方管弦樂隊的影響的中國正在起著甚麼的變化。

## 其他版本
- 1979年由葉樹涵將彭修文版本改篇為管樂合奏《傜的傳奇》